# Pascal Mailloux
Pascal Mailloux est né le 5 mai 1957 à Granby, au Québec. Il est l'un des plus célèbres[réf. nécessaire] pianistes compositeurs francophones du Québec.

## Biographie
Pascal joue du piano depuis l'âge de 5 ans et a étudié le piano pendant 10 ans avec la méthode de l'école Vincent d'Indy. Plus tard, à l'âge de 17 ans [de 1975 à 1977] Pascal poursuit ses études au collège de Sherbrooke, Québec.
Pascal a commencé sa carrière professionnelle vers 1980, avec son premier groupe Leyden Zar, où il a été compositeur claviériste et chanteur.

## Pascal et Marjo
Pascal a un rôle important dans la réussite de Marjo, à la fois il a travaillé sur de nombreux albums, dont: en 1985-90 "Celle qui va" la composition de la chanson Celle qui va "A bout de ciel", en 1998: Composition et enregistrement de l'album Tant qu'il y aura des enfants  dont la chanson éponyme. Marjo a vendu plus de 1 million albums[réf. nécessaire]

## Discographie
- 1980-85: Leyden Zar avec «André Perry"
- 1989-90: Album Marjo Tant qu'il y a des enfants (250 000 exemplaires vendus)
- D'enregistrement de l'album de Nanette Workman avec "Luc Plamondon"
- Composition de la chanson thème "Tant qu'il y aura des enfants

## Cinéma, télé, publicité et spectacles
- 2009:Spectacle Bénéfice & Les yeux du cœur, avec "Laurence Jalbert, Florence K, Jonathan Painchaud, Bob Walsh et Manon d'Inverness"
- 2008: Composition de la chansonpour Marie Chantal "Ce n'est pas facile"
- 2008:Spectacle Bénéfice, & Benefit Concert "Les yeux du cœur" avec Marjo, Nanette Workman, Boom Desjardins et Mélanie Renaud
- 2007:Musique série "Mon Œil pour Zone3"
- 2006: Publicités pourHyundai
- 2005:enregistrement et participation avec divers artistes et spectacles  au Québec
- 2004-06: Tournée au Québecavec Marjo& hommage a Marjo  aux Francofolies de Montréal
- 2002: Documentaire, Italie-Canada
- 2001: compositeur de la musique du film One way out avec James Belushi
- 1999:série "Les grandes peurs de l'an 2000" avec Simon Durivage, Motion International Production, diffusion  TVA
- 1998-1900: Série documentaireEcce homo des productions Coscient
- 1995:publicitee Player's indy car  avec Jacques Villeneuve
- 2001:sans Retour  tournee blues  bootleg blues avec Jean millaire
- 2005: Turquoise
- Thème Bachelor- Zone  3 Tqs
- Tourgratuit pour Pixcom
- Prod Pixcom thème la musique de Radio Canada "37.5"
- Maux d'amour chanson et musique du thème Maux d'amour"pour la Telequebec
- Chaîne thématique-vie: Eros & Company & allo docteur "Canal vie"
- Thème de Radio-Canada: Olive et Papaye & attention c'est chaud

Thème* de l'Amour "
Thème* 400 couts tele-Québec
- "Le dernier match de la vie" à la TVA avec Claude Charron
- "Origins" série documentaire Historia
- "Nouvelles de Dieu» pourTélé-Québec
- "Ma maison Rona" TVA produite par Zone 3

## Tours
- Tournée canadienne avec le groupe "Leyden Zar"
- Tour musical Guy François
- Tournée avec Shawn Phillips
- Tournée théâtrale de 1979 avec une troupe de Granby
- Tournée avec Geneviève Paris
- "Rendez vous doux" tournée avec Gerry Boulet Tournée
- Tour du Québec avec des artistes différents

## Prix
Lauréat du "Spirit" sur CHOM-FM
socan meilleure chanson Tant qu'il y aura des enfants
Nomination prix Gemaux pour Ecce homo 